# Artjom Timofejev

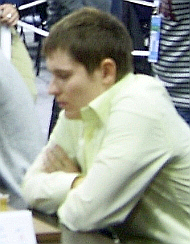
Artjom Timofejev

Artjom Valerjevitsj Timofejev (Russisch: Артём Валерьевич Тимофеев), ook: Artyom Timofeev, (Kazan, 6 januari 1985) is een Russische schaker. Hij is sinds 2003 een grootmeester (GM). 
Timofejev is afkomstig uit Kazan in Tatarstan. Hij kreeg training van de eveneens uit Tatarstan afkomstige GM Andrei Charlov.
- In november 1999 werd Timofejev in het Spaanse Oropesa del Mar gedeeld eerste met Zahar Efimenko en Andrei Volokitin op het Wereldkampioenschap schaken voor jeugd in de categorie tot 14 jaar; Timofejev was tweede op basis van tiebreak, Efimenko eerste.[2]
- In oktober 2000 won hij de categorie tot 18 jaar van het Europees schaakkampioenschap voor jeugd, gehouden in Chalkidiki.
- In november 2001 werd hij in Oropesa del Mar tweede, gedeeld met Zviad Izoria, in de categorie tot 18 jaar van het WK voor jeugd.
- In 2004 werd Timofejev op het Cappelle-la-Grande Open toernooi gedeeld eerste met Jevgeni Najer, Kaido Külaots, Zoltan Gyimesi, Sergey Grigoriants en Oleg Korneev; via de tiebreak-berekening werd hij derde.[3]
- In de herfst van 2004 nam hij deel aan het toernooi om het kampioenschap van Rusland.
- In de FIDE Wereldbeker 2005 bereikte Timofejev door te winnen van Evgeny Agrest de tweede ronde, waarin hij werd uitgeschakeld door Emil Sutovsky.
- In maart 2005 won hij in Nojabrsk het Russische schaakkampioenschap voor junioren tot 20 jaar.[4]
- In mei 2005 werd in Sarajevo het 35e supertoernooi Bosna 2005 verspeeld dat met 6½ punt uit 9 ronden gewonnen werd door de grootmeesters Viktor Bologan en Ivan Sokolov. Artjom Timofejev eindigde met 5½ punt op de derde plaats.
- In juli 2005 werd in Amsterdam de A-groep van het Amsterdam Chess 2005 toernooi met 7 punten uit negen ronden gewonnen door Pavel Eljanov. Er waren honderd deelnemers in die groep. Artjom Timofejev eindigde met 6½ punt uit 9 op een gedeelde tweede plaats.
- In oktober 2005 werd in Skanderborg, Denemarken, het tweede Samba cup toernooi verspeeld dat met 5.5 pt. uit 9 door Baadoer Dzjobava gewonnen werd. Timofejev eindigde met 5 punten op een gedeelde 2e-5e plaats met Kamil Mitoń, Zhang Pengxiang en Lázaro Bruzón. Hij won daar ook de prijs voor de meest briljante partij voor zijn partij tegen Liviu Dieter Nisipeanu.[5]
- In januari 2007 stond hij op plaats 38 van de FIDE-wereldranglijst.
- In november 2007 won hij de Rusland-beker in Serpoechov[6] door in de finale met 1½-½ te winnen van Vadim Zvjaginsev.[7]
- In februari 2008 won hij het 4e Moskou Open.[8]
- In juli 2008 won hij het 12e Ismailov Memorial dat werd gehouden in Tomsk.
- In september 2008 won hij in Novokoeznetsk de Russische Higher League, een kwalificatietoernooi voor de superfinale van het kampioenschap van Rusland.[9]
- In oktober 2008 werd de superfinale van het kampioenschap van Rusland gehouden, waar hij met 6 pt. uit 11 zevende werd van de twaalf deelnemers.[10]
- In 2009 nam hij voor de tweede keer deel aan de FIDE Wereldbeker. In de eerste ronde won hij van Rafael Leitão, in de tweede ronde werd hij uitgeschakeld door Sergej Karjakin.
- In 2009 was Timofejev deelnemer in de Elite-groep van het 44e Capablanca Memorial, een categorie 17 dubbel round-robin toernooi, waar hij 4 punten uit 10 partijen behaalde.[11]
- Hij had tussen juli en september 2010 de Elo-rating 2690.
- In 2010 werd Timofejev derde op het 11e Europees kampioenschap schaken, gehouden in Rijeka.[12]
- In 2011 nam hij voor de derde keer deel aan de FIDE Wereldbeker, waar hij in de eerste ronde werd uitgeschakeld door Sergei Azarov.
- In 2014 won hij het Tikhookeansky Meridian rapidschaak-toernooi in Vladivostok, waarbij hij via tiebreak boven Vladimir Belous en Dimitri Botsjarov eindigde.[13]

## Nationale teams
Bij de Schaakolympiade voor spelers tot 16 jaar, gehouden in september 2000 in Artek, Oekraïne, ontving hij een gouden medaille voor zijn resultaat 6½ pt. uit 7 aan het derde bord. Ook het Russische team behaalde de overwinning.
Met Rusland nam hij in 2005 deel aan het Europees schaakkampioenschap voor landenteams.
Met het tweede team van Rusland nam Timofejev deel aan de Schaakolympiade 2010.
Timofejev nam met het Russische nationale team deel aan de China versus Rusland matches van 2007, 2009 en 2010.

## Schaakverenigingen
In de Russische competitie voor verenigingen speelde hij van 2001 van 2007 voor Ladja-Kasan-1000, van 2008 tot 2010 voor Tomsk 400 en sinds 2012 opnieuw voor Ladja-Kasan-1000. Hij werd in 2002, 2003 en 2009 met de vereniging kampioen van Rusland. In de Spaanse competitie speelde hij in 2006 en 2007 voor Cuna de Dragones Ajoblanco Mérida, in de Bosnische eerste klasse speelde hij voor ŠK Bosna Sarajevo, waarmee hij in 2008 in Neum kampioen werd.
Sinds 1999 nam Timofejev tien keer deel aan de European Club Cup: zeven keer met Ladja-Kasan-1000, en een enkele keer met Tomsk 400, met ŠK Bosna Sarajevo en met Schachgesellschaft Zürich. Bij de in Chalkidiki gehouden European Club Cup, in september 2002, ontving hij een gouden medaille voor zijn score 6 pt. uit 7 aan het zesde bord. 